# Union de la Bulgarie et de la Roumanie
 (juin 2025).
La mise en forme du texte ne suit pas les recommandations de Wikipédia : il faut le « wikifier ».
Les points d'amélioration suivants sont les cas les plus fréquents. Le détail des points à revoir est peut-être précisé sur la page de discussion.
- Les titres sont pré-formatés par le logiciel. Ils ne sont ni en capitales, ni en gras.
- Le texte ne doit pas être écrit en capitales (les noms de famille non plus), ni en gras, ni en italique, ni en « petit »…
- Le gras n'est utilisé que pour surligner le titre de l'article dans l'introduction, une seule fois.
- L'italique est rarement utilisé : mots en langue étrangère, titres d'œuvres, noms de bateaux, etc.
- Les citations ne sont pas en italique mais en corps de texte normal. Elles sont entourées par des guillemets français : « et ».
- Les listes à puces sont à éviter, des paragraphes rédigés étant largement préférés. Les tableaux sont à réserver à la présentation de données structurées (résultats, etc.).
- Les appels de note de bas de page (petits chiffres en exposant, introduits par l'outil «  Source ») sont à placer entre la fin de phrase et le point final[comme ça].
- Les liens internes (vers d'autres articles de Wikipédia) sont à choisir avec parcimonie. Créez des liens vers des articles approfondissant le sujet. Les termes génériques sans rapport avec le sujet sont à éviter, ainsi que les répétitions de liens vers un même terme.
- Les liens externes sont à placer uniquement dans une section « Liens externes », à la fin de l'article. Ces liens sont à choisir avec parcimonie suivant les règles définies. Si un lien sert de source à l'article, son insertion dans le texte est à faire par les notes de bas de page.
- La présentation des références doit suivre les conventions bibliographiques. Il est recommandé d'utiliser les modèles {{Ouvrage}}, {{Chapitre}}, {{Article}}, {{Lien web}} et/ou {{Bibliographie}}. Le mode d'édition visuel peut mettre en forme automatiquement les références.
- Insérer une infobox (cadre d'informations à droite) n'est pas obligatoire pour parachever la mise en page.

Pour une aide détaillée, merci de consulter Aide:Wikification.
Si vous pensez que ces points ont été résolus, vous pouvez retirer ce bandeau et améliorer la mise en forme d'un autre article.

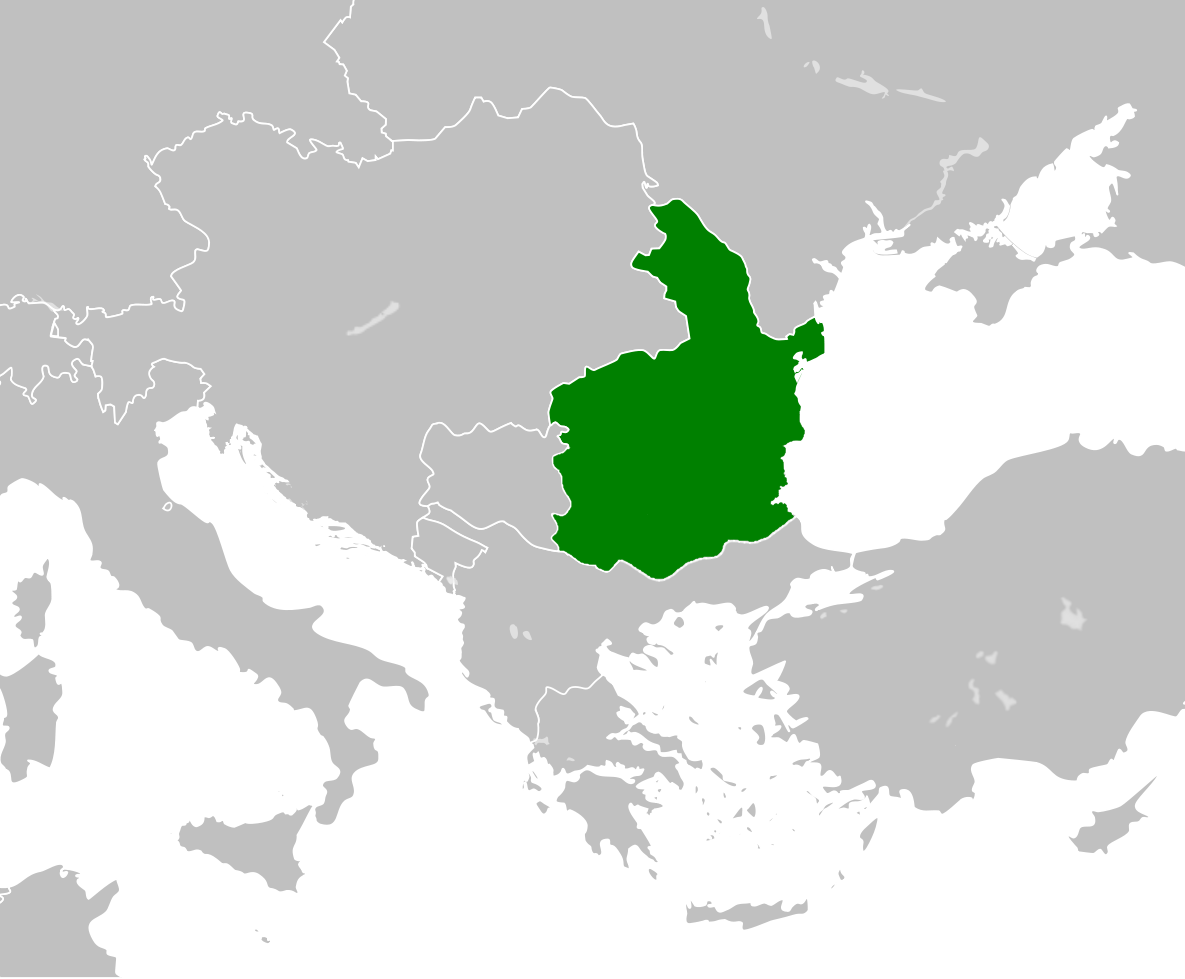
Carte d'un possible union des territoires bulgares et roumains avec les frontières de 1887.

Plusieurs propositions infructueuses sont faites au cours des XIXe et XXe siècles pour unifier la Bulgarie et la Roumanie en un État commun, sous une fédération, une union personnelle ou une confédération. De telles idées trouvent un soutien, en particulier en Bulgarie, et il y a plusieurs occasions de les concrétiser. Ces propositions échouent finalement en raison des différences culturelles et politiques entre les deux peuples et de l'opposition de grandes puissances comme l'Autriche-Hongrie et surtout la Russie.

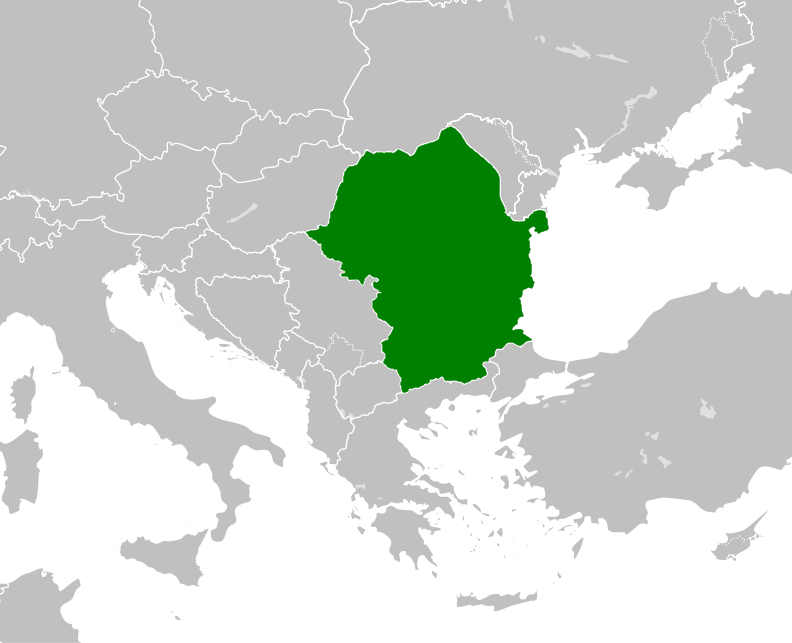
Carte d'un possible union des territoires bulgares et roumains avec les frontières de 2021.

Cette idée a des précédents historiques : les Bulgares et les Roumains ont d'abord vécu ensemble sous le règne du Premier Empire bulgare, qui étend son pouvoir dans des régions qui font aujourd'hui partie de la Roumanie ; sous le Second Empire bulgare, établi grâce à la coopération des Bulgares et des Valaques (Roumains) ; et sous l'Empire ottoman, qui a vaincu le Second Empire bulgare et conquis et gouverné des territoires peuplés de Bulgares et de Roumains pendant des siècles. À la fin du XVIIIe siècle, un concept populaire émerge dans les Balkans : la fédéralisation de la région, visant à combattre les empires voisins et à résoudre les conflits entre ses peuples. L'idée se répand finalement en Bulgarie et dans les prédécesseurs de la Roumanie (Moldavie et Valachie), gagnant un certain soutien de personnalités telles que Georgi Sava Rakovski. Après l'établissement d'une principauté bulgare autonome et la pleine indépendance de la Roumanie en 1878, les relations entre les pays s'améliorent et il y a plusieurs candidats roumains pour le trône bulgare. Il s'agissait du roi Carol Ier et du noble Georges Bibesco, fils d'un ancien prince valaque. Le choix final en 1879 est Alexandre de Battenberg (Alexandre Ier), un prince allemand.
Bien qu'Alexandre ait de bonnes relations avec le Royaume de Roumanie, il est contraint d'abdiquer en 1886 à la suite d'une période de troubles politiques en Bulgarie provoqués par la Russie, qui tente d'exercer son influence sur le pays. Pour cette raison, Stefan Stambolov, qui est politiquement opposé à la Russie, devient le chef des régents. Stambolov tente à nouveau d'établir une union personnelle avec la Roumanie et des négociations sont menées. Carol Ier serait à la tête d'un tel État avec soit deux gouvernements séparés, soit un seul et uni. Bien que Carol Ier a un intérêt à devenir le dirigeant de la Bulgarie, la Russie s'y est fermement opposée. La Russie menace de rompre les relations diplomatiques avec la Roumanie et de l'envahir ainsi que la Bulgarie, forçant Carol Ier à abandonner cette possibilité. Par la suite, Ferdinand de Saxe-Cobourg et Gotha est élu prince de Bulgarie en juin 1887. De nouvelles approches pour réaliser une union sont tentées de nouveau des décennies plus tard à l'ère communiste, en particulier par Georgi Dimitrov, mais l'Union des républiques socialistes soviétiques (URSS) les rejette fermement. Joseph Staline, son chef, juge la proposition impensable.
Un syndicat bulgare-roumain n'est finalement jamais créé. La désapprobation de plusieurs grandes puissances, les différences dans les objectifs nationaux des Bulgares et des Roumains et le manque d'intérêt réel ou même les oppositions entre ces peuples l'empêche. L'idée de la fédéralisation des Balkans, qui a un grand soutien en son temps, s'atténue dans toute la région après les conflits du début du XXe siècle qui éclatent dans toute l'Europe et, plus tard, la violente dislocation de la Yougoslavie. Malgré tout cela, l'émergence de l'Union européenne, dont la Bulgarie et la Roumanie sont membres depuis 2007, ainsi que ses valeurs et ses efforts d'intégration dans les Balkans, pourraient revitaliser l'idée à l'avenir.

## Contexte

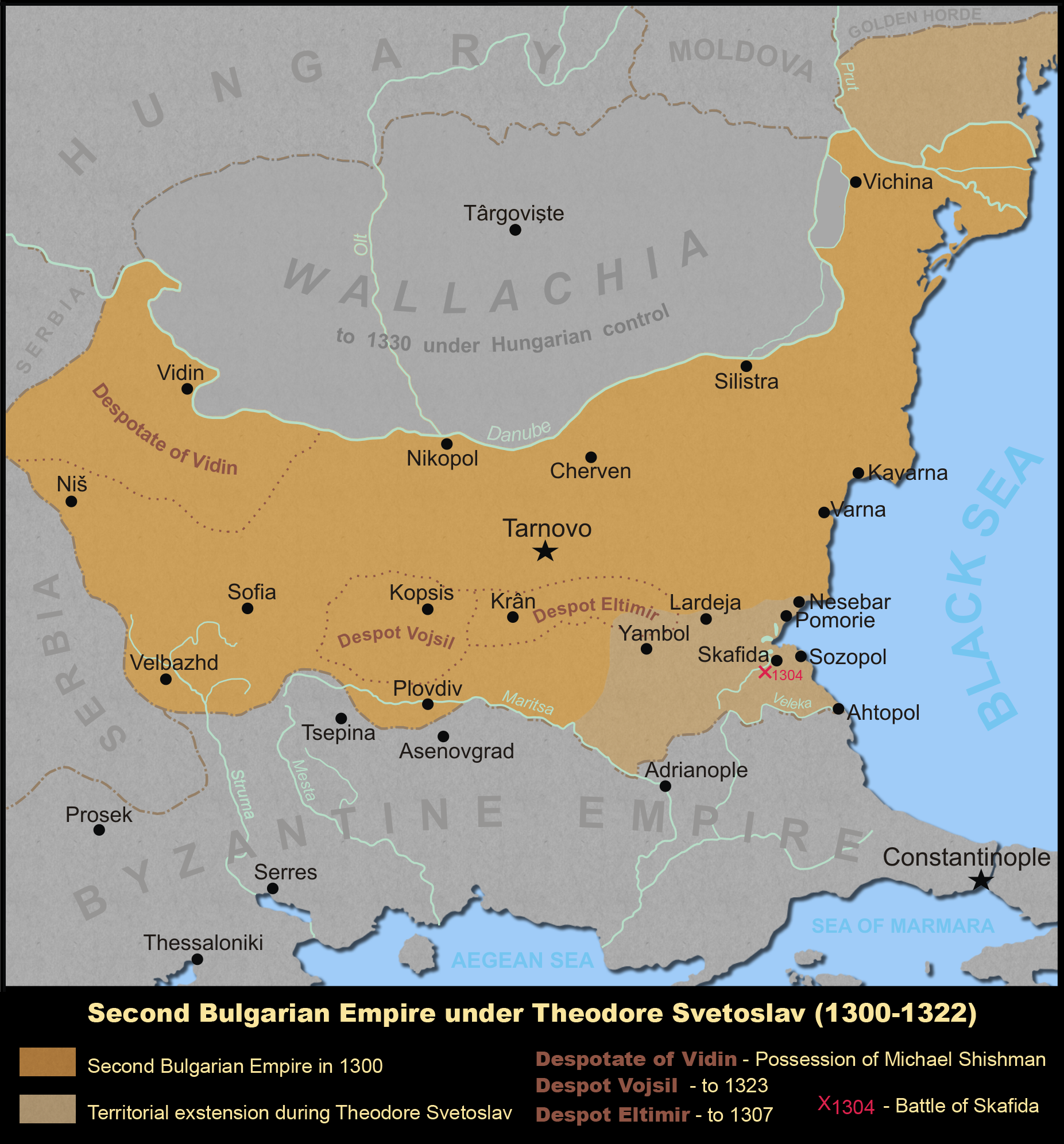
Carte du Second Empire bulgare au début du XIV. Cet État est parfois évoqué comme une similitude historique entre la Bulgarie et la Roumanie.

Les Bulgares et les Roumains ont vécu à plusieurs reprises sous un même État., En 680, les Bulgares — un peuple turcique venu des steppes pontico-caspiennes — franchissent le Danube et établissent un État dans la région, avec pour capitale Pliska. Ils s’assimilent progressivement à la culture slave, déjà présente depuis un siècle, ce qui donne naissance au peuple bulgare moderne. Le Premier Empire bulgare étend alors son territoire au nord du Danube jusqu’au fleuve Tisza et couvre, au cours du IXe siècle, une grande partie de l’actuelle Roumanie. Dans ces territoires, les Bulgares diffusent activement la culture slave et chrétienne auprès des ancêtres des Roumains. Cet État est toutefois vaincu par l’Empire byzantin et incorporé à ses possessions en 1018.
Au XIIe siècle, la tentative de restauration de l'empire, connue sous le nom de révolte des frères Asen et Pierre, aboutit à la fondation du Second Empire bulgare. De nombreux Valaques (ancêtres des Roumains) participent à cette révolte, notamment à ses débuts. Ils jouent un rôle décisif dans la création du nouvel État, dont les premiers dirigeants — les frères Ivan Asen Ier, Kaloyan et Pierre II de Bulgarie — sont qualifiés de Valaques par les sources contemporaines. Kaloyan reçoit le titre latin de imperator Caloihannes dominus omnium Bulgarorum atque Blachorum (« empereur Kaloyan, seigneur de tous les Bulgares et des Valaques ») de la part du patriarche de Bulgarie Basile Ier, et celui de Rex Bulgarorum et Blachorum (« roi des Bulgares et des Valaques ») du pape Innocent III. De plus, la région de Mésie, d'où partit la révolte, comptait une forte population valaque. Cependant, comme les Bulgares turciques du premier empire, les Valaques perdent ensuite leur rôle dans la gouvernance.
Les partisans d’une union bulgaro-roumaine ont souvent vu dans le Second Empire bulgare une base historique commune. Les historiens débattent aujourd’hui de l’héritage national de cet État, parfois revendiqué à la fois par la Bulgarie et la Roumanie. Cet empire est défait par l’Empire ottoman à la fin du XIVe siècle, qui étend ensuite son autorité aux principautés roumaines de Valachie (au XVe siècle) et de Moldavie (au XVIe siècle). Contrairement à la Bulgarie, ces principautés ne sont jamais pleinement intégrées comme provinces, mais restent des États vassaux.
À la fin du XVIIIe siècle, l’idée d’unifier les Balkans dans une fédération commence à émerger et gagne en importance dans les milieux intellectuels, surtout après les guerres et les révolutions. Une des premières propositions remonte aux années 1790 avec Rigas Feraios, un intellectuel grec d’origine aroumaine, qui propose l’établissement d’un État balkanique unifié dirigé par les Grecs pour succéder à l’Empire ottoman. Les peuples balkaniques voient dans l’unification un moyen de résister aux politiques impérialistes des grandes puissances, notamment celles des empires Habsbourg et ottoman, tout en assurant un développement plus stable et indépendant et en apaisant les conflits entre nations de la région. Plusieurs modèles sont alors envisagés : une unification entre seuls pays balkaniques (Fédération balkanique) ou élargie à d'autres nations voisines (Fédération danubienne), ou encore une union des chrétiens des Balkans ou seulement des Slaves du Sud. Ces idées sont soutenues tant par des intellectuels que par des révolutionnaires et des hommes politiques de toutes tendances. On peut citer, côté roumain, le diplomate Dimitrie Brătianu et le juriste Aurel Popovici, et côté bulgare, l’écrivain Lyuben Karavelov. Les options allaient d’une fédération, d’une confédération, d’un royaume fédéral ou d’une république fédérative, jusqu’à une union personnelle, ce dernier modèle étant répandu à l’époque.
Bulgares et Roumains connaissaient déjà la pratique de l’union nationale. La Principauté de Bulgarie, fondée en 1878 comme État vassal ottoman, est unifiée avec la province autonome d’Roumélie orientale en 1885, formant un État de facto uni jusqu’à la déclaration d’indépendance complète en 1908. La Roumanie considère pour sa part l’union éphémère, en 1600, des principautés de Valachie, Moldavie et de la Transylvanie sous Michel le Brave comme la première union nationale. Elle est elle-même née d’une union personnelle entre la Valachie et la Moldavie entre 1859 et 1862 sous le prince Alexandru Ioan Cuza. Cet État était initialement connu sous le nom de « Principautés unies de Moldavie et de Valachie »,, mais il est renommé « Roumanie » en 1866.

## Histoire

### Propositions initiales
Au cours du XIXe siècle, l’idée de fédéralisation a occupé les esprits aussi bien des Roumains que des Bulgares. Du côté roumain, cette idée était envisagée comme un moyen d’atteindre l’indépendance, la libération et l’unification nationale, face aux empires habsbourgeois (ou Empire d'Autriche puis Autriche-Hongrie), russe et ottoman. Certains intellectuels proposaient d’intégrer la Roumanie dans un État balkanique plus vaste, ou bien de fédéraliser l’Empire austro-hongrois pour transférer davantage de pouvoirs aux Roumains de Transylvanie. Parmi les partisans notables de ces conceptions figuraient Nicolae Bălcescu, Dimitrie Brătianu, Mihai Eminescu et Aurel Popovici.
Du côté bulgare, les membres du mouvement de libération nationale poursuivaient des objectifs similaires. Ils envisagèrent l’alliance, voire l’union, avec presque tous leurs voisins — Roumains, Serbes, Grecs et même Turcs — pour parvenir à la libération nationale.
Le révolutionnaire bulgare Georgi Sava Rakovski fut un ardent défenseur de l’unité des peuples balkaniques pour se libérer de l’Empire ottoman. Déçu par l’attitude nationaliste et peu coopérative des élites grecques et serbes, il se rendit à Bucarest à la fin de l’année 1863. Il y observa la résistance roumaine à la tutelle du Patriarcat œcuménique de Constantinople — résistance qui s’exprima notamment par la proclamation de l’indépendance de l’Église orthodoxe roumaine et la création de son propre Saint-Synode — ainsi qu’une volonté affirmée d’indépendance vis-à-vis de l’Empire ottoman. Il commença alors à considérer la Roumanie comme un partenaire favorable à la cause bulgare.
En 1864, dans le journal bilingue Badushtnost (Viitorulŭ en roumain de l’époque), Rakovski aborda les relations entre Bulgares et Roumains, qu’il décrivit comme empreintes d’« amour fraternel et d’union ». Il souligna la nécessité d’une coopération entre les deux peuples et appela à un rapprochement bulgaro-roumain « fondé sur l’égalité ». Il évoqua aussi le Second Empire bulgare comme un « État puissant » dans lequel Bulgares et Roumains vivaient ensemble, suggérant implicitement une volonté de rétablir cet empire. Le journal se donna pour objectif la défense des droits des Roumains et des Bulgares contre l’Empire ottoman et le patriarche œcuménique de Constantinople.
Les plans exacts de Georgi Sava Rakovski demeurent incertains, mais plusieurs historiens estiment qu’il soutenait un modèle de « dualisme bulgaro-valaque » pour l’unification des Bulgares et des Roumains. Le dualisme désigne une union réelle entre deux États, à l’image de l’Autriche-Hongrie. Rakovski entretenait de bonnes relations avec le prince roumain Alexandru Ioan Cuza, mais ce dernier fut renversé en février 1866 par une coalition de conservateurs et de libéraux radicaux, connue sous le nom de « monstrueuse coalition ». Ce coup d’État, en violation des conditions ottomanes de reconnaissance de la Roumanie, suscita chez ses auteurs la crainte d’une riposte militaire ottomane en faveur du prince. Ils cherchèrent donc des alliés. Rakovski fut envisagé, mais sa proximité avec Cuza les poussa à s’allier plutôt à un ancien associé de Rakovski, Ivan Kasabov.
Kasabov proposa que la Roumanie soutienne une rébellion bulgare dans l’Empire ottoman (puisqu’aucun État bulgare n’existait encore), afin de détourner l’attention du coup d’État à Bucarest. Un document intitulé Acte de coalition sacrée entre Roumains et Bulgares fut rédigé. Il prévoyait que l’organisation révolutionnaire bulgare de Bucarest dirige deux autres organisations basées en Serbie et dans l’Empire ottoman, et les soutienne jusqu’à ce qu’elles deviennent autonomes financièrement. Après la défaite de l’Empire ottoman, des États indépendants devaient être fondés sur les territoires correspondant à la Bulgarie actuelle et ses environs, puis unis en une confédération. Toutefois, le document ne fut jamais signé, le projet resta sans suite et les libéraux roumains se retirèrent de l’alliance après que Carol Ier de Roumanie, issu de la Maison de Hohenzollern, accéda au trône en mai 1866.
D’autres propositions impliquant Bulgares et Roumains virent le jour. L’écrivain bulgare Lyuben Karavelov proposa une fédération orientale regroupant les Slaves du Sud, la Roumanie, l’Albanie et la Grèce. Il formula cette idée dans le journal Nezavisimost, imaginant une fédération structurée en trois noyaux : la Serbie (incluant la Bosnie et le Monténégro), la Bulgarie (avec la Mésie, la Thrace et la Macédoine) et la Roumanie. Une entité albanaise et Constantinople en tant que ville libre y seraient également intégrées. La Grèce pourrait en faire partie si elle renonçait à ses revendications sur les anciens territoires byzantins. Karavelov envisageait une fédération calquée sur le modèle des États-Unis ou de la Suisse.
Le révolutionnaire Vasil Levski proposa quant à lui une « République démocratique balkanique » composée de Bulgares, Monténégrins, Roumains et Serbes, tous égaux. Le journaliste et poète Hristo Botev soutint aussi une union sud-slave ou balkanique, mais s’opposa aux projets de double État avec les Turcs, courants à l’époque. Concernant la Roumanie, Botev déclara que ses gouvernements « n’aimaient guère les Slaves » et que la Roumanie était « un produit de la politique occidentale, dirigée par la France, qui voulait établir une barrière contre le panslavisme oriental ».
Les projets d’unification bulgare visaient à résoudre les questions de l’Église bulgare et de la création d’un État. Ils furent encouragés par l’Empire russe, les puissances occidentales ainsi que par d’autres mouvements, notamment certains nationalistes polonais antirusses comme Michał Czajkowski. Les Bulgares et les Roumains envisagèrent à plusieurs reprises l’unification dans les années 1860–1870, en raison de leur opposition commune à l’Empire ottoman. Toutefois, leurs intérêts et objectifs différaient : les Bulgares cherchaient à établir leur propre État, alors que les Roumains en avaient déjà un ; les Bulgares étaient slaves, les Roumains se considéraient comme un peuple latin ; enfin, les ambitions territoriales des États balkaniques freinaient toute coopération durable. Le mouvement national bulgare souffrit également de son développement tardif. Par exemple, dans les accords de la Première alliance balkanique (1866–1868) préparant une guerre contre l’Empire ottoman, il fut proposé que la Roumanie reçoive la partie orientale de la Bulgarie ottomane, jusqu’à une ligne Roussé–Varna, le reste allant à la Serbie. Le gouvernement roumain rejeta la proposition, ce que la Bulgarie apprécia par la suite.

### Recherche d’un prince bulgare

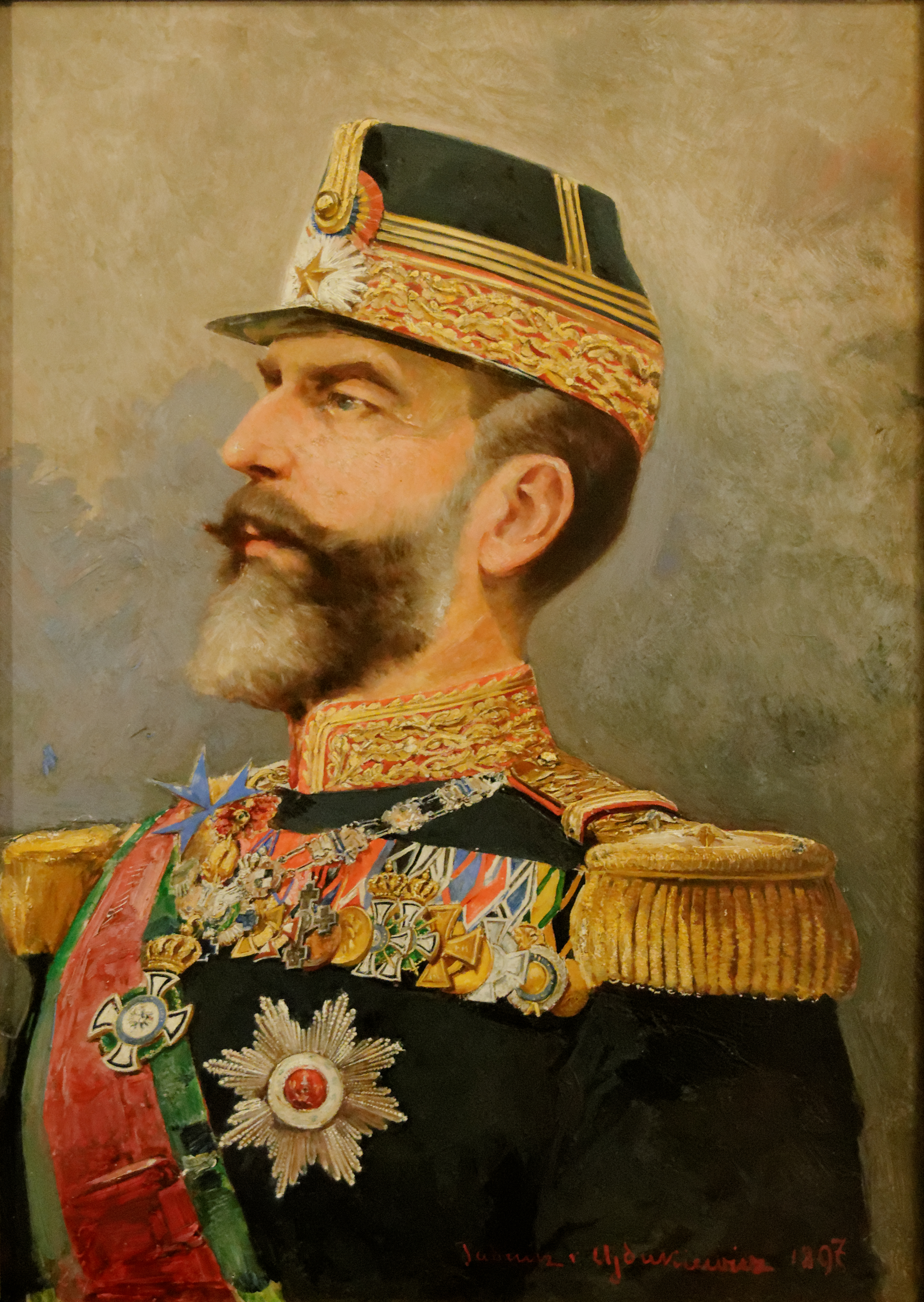
Le prince Carol Ier de Roumanie, candidat proposé au trône bulgare en 1878 et 1879

À la suite de la guerre russo-turque de 1877-1878, la Bulgarie devient une principauté autonome sous contrôle ottoman. L’émergence de cet État remplace les projets fédéralistes avec la Roumanie par la possibilité d’une union personnelle, la Bulgarie cherchant alors un prince. Certains considèrent le prince Carol Ier de Roumanie comme le candidat le plus approprié. Carol Ier a gagné en prestige en tant que commandant en chef de l’armée roumaine pendant la guerre (à laquelle la Roumanie participe aux côtés de la Russie), se soldant par l’indépendance complète du pays, entérinée par le traité de Berlin (1878).
Selon des sources roumaines, à la fin de la guerre, Nikolaï Pavlovitch Ignatiev, ambassadeur russe auprès de l’Empire ottoman, aurait « soufflé au prince Carol Ier de prendre le contrôle des terres bulgares libérées », mais cela ne se concrétise pas, probablement en raison du différend roumano-russe sur la Bessarabie méridionale. Cette version contredit toutefois les notes publiées par Ignatiev lui-même, qui affirme que Carol Ier souhaite être élu en Bulgarie et que le Premier ministre Ion C. Brătianu le soutient. Ignatiev déclare que l’intention roumaine est « d’établir une union personnelle entre la Bulgarie et la Roumanie afin d’exploiter la première à leur avantage ».
Avant même le début du processus d’élection du premier prince bulgare, Carol Ier figure parmi les candidats proposés. L’objectif principal de ses partisans est de constituer un État dual bulgaro-roumain. Selon l’historien bulgare Simeon Radev, le Royaume-Uni soutient cette idée afin de contrebalancer l’influence russe dans la région. Le politicien bulgare Marko Balabanov affirme qu’en avril 1879, l’Anglais William Gifford Palgrave tente de le convaincre, lui et d’autres Bulgares, des avantages et de l’importance d’une union avec la Roumanie. Balabanov répond alors qu’aucune décision ne sera prise sans le consentement de la Russie. L’Autriche-Hongrie et la Russie s’opposent à cette idée, probablement en raison de la crainte qu’un nouvel État n’émerge comme rival régional. De plus, la presse bulgare soutient que les Roumains ne défendraient guère les intérêts bulgares ni leur unité nationale.
Carol n’est pas le seul Roumain proposé pour le trône bulgare. Le fils du prince valaque Gheorghe Bibescu (qui règne de 1843 à 1848), George Bibescu, naturalisé français, est également envisagé comme candidat potentiel. Soutenu par le politicien français Léon Gambetta et certains responsables autrichiens, il envoie des émissaires en Bulgarie pour proposer sa candidature. Des partisans de Bibescu émergent également du côté bulgare, notamment Svetoslav Milarov (bg), éditeur du journal Balgarskiy lev à Veliko Tarnovo (Bulgarie), ainsi que Hristo Bachvarov et Dimitar Krastev Popov (bg), auteurs du journal Balgarin, publié à Giurgiu (Roumanie). Les deux publications expriment leur soutien à Bibescu comme futur prince de Bulgarie. Les rédacteurs du Balgarin vont jusqu’à publier un pamphlet à Vienne (Autriche-Hongrie) vantant les grandes qualités du candidat et affirmant que Bibescu ferait en Bulgarie ce que son père a accompli en Valachie : éliminer « l’héritage de la mauvaise administration turque et des Caïmacans phanariotes ». La propagande pro-Bibescu affirme également qu’il descend d’une famille de boyards (nobles) originaires de Veliko Tarnovo, ancienne capitale du Second Empire bulgare.
Bibescu compte cependant plusieurs opposants, comme le journal Maritsa et divers hommes politiques bulgares. L’un d’eux, Petko Karavelov, déclare que « le prince Bibescu n’est pas un prince bulgare » et qu’« il ne serait même pas digne d’être le palefrenier du futur prince bulgare ». Finalement, ni Carol Ier ni Bibescu, dont les candidatures rencontrent diverses oppositions, ne sont sérieusement discutés au sein de l’assemblée chargée de l’élection du prince de Bulgarie. Un prince allemand, Alexandre de Battenberg, est élu le 17 avril 1879, avec l’approbation des grandes puissances et du sultan ottoman. Par la suite, l’idée que Carol Ier adopte Alexandre pour unir les deux pays est avancée, mais elle est rejetée par l’Empire allemand et l’Autriche-Hongrie.

### Crise bulgare de 1886-1887
Sous le règne d'Alexandre Ier de Bulgarie, les relations entre la Bulgarie et la Roumanie restèrent cordiales, renforcées par leur opposition commune à l'influence russe. D’après Ion C. Brătianu, qui participa à une rencontre avec Carol Ier (devenu roi de Roumanie en 1881) et Alexandre en mai 1886, ce dernier aurait proposé la création d’une confédération balkanique placée sous l’autorité de Carol Ier, à la fois chef de l’État et commandant suprême de l’armée. Cette initiative répondait aux vives réactions suscitées par l’unification de la Bulgarie et de la Roumélie orientale en 1885, ainsi qu’aux projets de « libération » de la Macédoine du joug ottoman. Le projet envisageait deux gouvernements distincts, mais un commandement militaire commun en cas de guerre. Brătianu transmit ces éléments au diplomate bulgare Grigor Nachovich. Bien que la Bulgarie ait démenti cette version, l’amitié entre les deux pays et l’intérêt pour une confédération balkanique furent néanmoins confirmés.
Entre 1886 et 1887, la Bulgarie traversa une crise politique aiguë, provoquée par des accusations russes selon lesquelles Alexandre aurait adopté une ligne politique contraire aux intérêts russes. Le pays se divisa alors entre russophiles (partisans de la Russie) et russophobes (partisans d’Alexandre). La crise débuta le 9 août 1886 avec un coup d’État mené par les russophiles, contraignant Alexandre à abdiquer. Peu après, un contre-coup d’État organisé par les russophobes le rétablit sur le trône. Cependant, face à l’hostilité persistante de la Russie, Alexandre préféra renoncer définitivement au pouvoir le 25 août. Le gouvernement restait contrôlé par les russophobes, dirigés par Stefan Stambolov, chef du conseil de régence. Dès lors, une nouvelle recherche de souverain s’ouvrit, rouvrant la perspective d’une union personnelle bulgaro-roumaine.
Environ vingt candidats furent évoqués, dont les monarques voisins de la Roumanie, de la Serbie, de l’Empire ottoman et du Monténégro. Toutefois, la Russie comme l’Autriche-Hongrie s’opposèrent à chacun d’eux, craignant la formation d’un État puissant susceptible de remettre en cause leur influence dans les Balkans.
La presse, les responsables politiques et l’opinion publique bulgares accueillirent favorablement le projet d’union avec la Roumanie, perçu comme un moyen décisif de briser la tutelle russe. Bien que Carol Ier ne figurât pas parmi les principaux candidats, il bénéficiait d’une popularité plus grande que les souverains des autres pays voisins. Le conseil de régence, notamment Stambolov, appuya activement les propositions d’union personnelle entre la Bulgarie et la Roumanie.
Des négociations furent entamées dès 1886 pour définir les modalités de fonctionnement de cette double monarchie. Il fut convenu que le roi Carol Ier gouvernerait l’ensemble, avec des Roumains occupant les postes clés du ministère de la Défense. Selon l’historien roumain Alex Mihai Stoenescu, ce projet bénéficiait du soutien de l’Allemagne, du Royaume-Uni, voire de l’Autriche-Hongrie à un moment donné, tandis que la France soutenait la position russe. Pour Stoenescu, un État bulgaro-roumain fort, contrôlant l’ouest de la mer Noire, aurait pu servir de tampon stratégique et, par suite, peut-être même prévenir la Première Guerre mondiale.

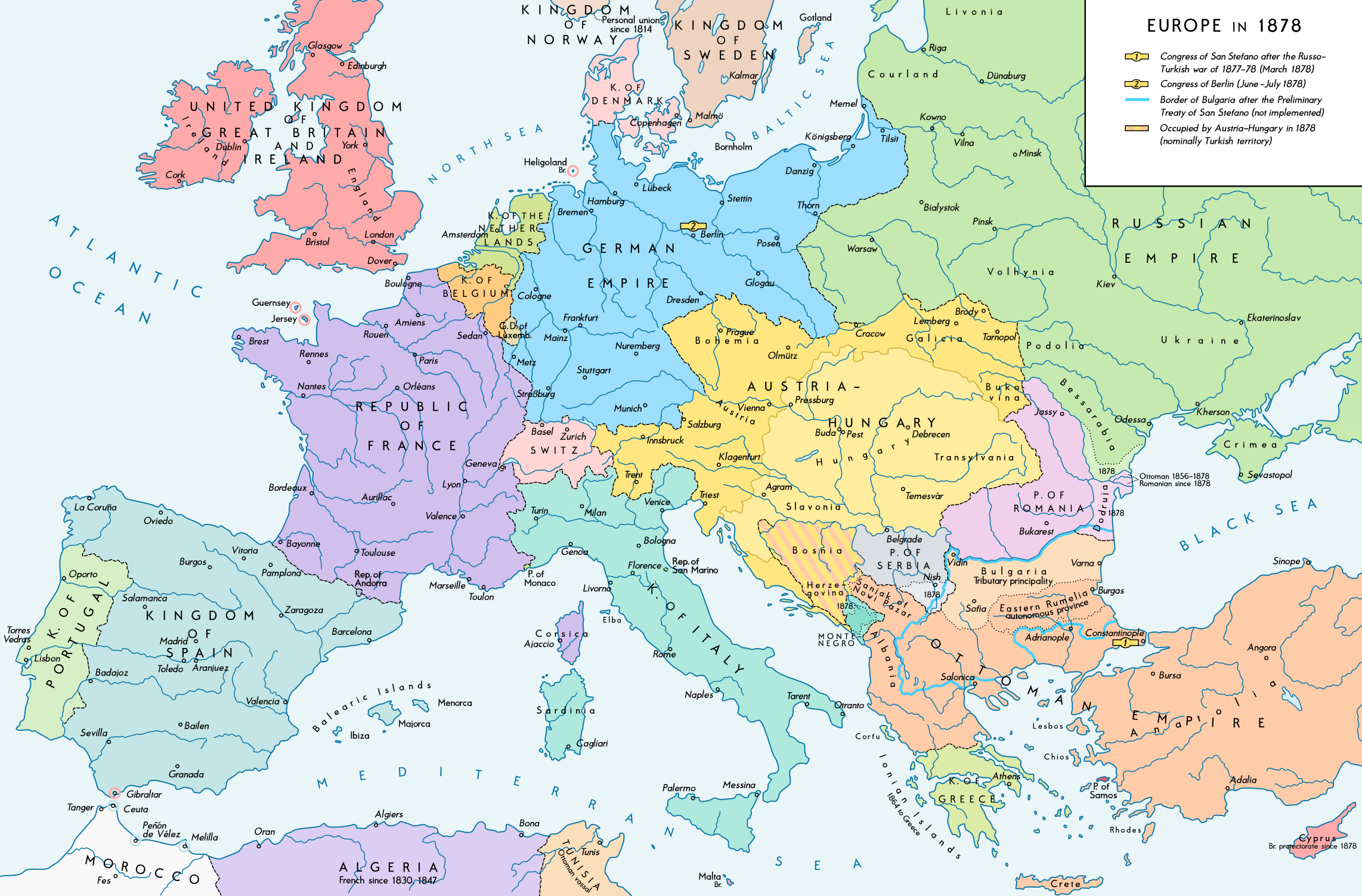
Situation politique de l’Europe à la fin du XIX^{e} siècle, avec la Russie, la Roumanie et la Bulgarie

Les régents bulgares espéraient qu’une union entre la Bulgarie et la Roumanie permettrait de résoudre la crise en cours et constituerait la première étape vers une confédération balkanique fortement anti-russe. Toutefois, étant donné la place centrale qu’occupait le nationalisme dans les Balkans à cette époque, certains historiens considèrent cette perspective avec scepticisme. Les régents firent appel au diplomate britannique en poste en Bulgarie, Frank Lascelles, car le Royaume-Uni soutenait fermement la politique anti-russe du pays. Celui-ci leur recommanda d’abandonner l’idée d’union, estimant que Carol Ier, en tant que roi d’un État indépendant, n’accepterait pas le statut de vassal qu’impliquait encore le titre de prince de Bulgarie vis-à-vis de l’Empire ottoman, statut qui ne sera levé qu’en 1908 avec l’indépendance de la Bulgarie.
En octobre 1886, Stambolov lança une nouvelle série de négociations avec la Roumanie, visant cette fois à former une confédération bulgaro-roumaine dotée d’un gouvernement unique ; ces discussions se poursuivirent jusqu’en mai 1887. Entre-temps, les tensions avec la Russie persistaient. Le 4 septembre, une tentative d’assassinat échouée visa Brătianu, que certains soupçonnèrent d’avoir été organisée par la Russie dans le contexte des récents événements bulgares. En réponse, des attaques furent menées par des Roumains contre les rédactions de journaux accusés d’être liés à la Russie. En Bulgarie, la Russie rompit officiellement ses relations diplomatiques avec le pays en novembre 1886, rupture qui dura jusqu’en 1896.
Pendant cette crise, la Roumanie adopta une position neutre en raison de l’intensification de la rivalité entre les grandes puissances autour de la Bulgarie. Elle offrit l’asile à Alexandre tout en autorisant aussi les russophiles responsables du coup d’État à entrer dans le pays. À la fin de 1886, Carol Ier recommanda à la Bulgarie de se réconcilier avec la Russie et de choisir un prince d’origine bulgare. Selon Simeon Radev, le roi de Roumanie fit preuve de prudence dans ses démarches envers la Bulgarie, afin d’éviter de s’ériger en adversaire direct de la Russie. Il existait également une crainte en Roumanie que l’union n'entraîne une influence politique excessive de la Bulgarie. En outre, un ministre roumain, dont l'identité n’a jamais été révélée, aurait déclaré qu’une telle union risquait de compromettre le contrôle roumain sur la Dobroudja septentrionale, une région comptant une minorité bulgare importante.
Après que le sultan ottoman eut rejeté un projet d'État binational bulgaro-turc, les régents se tournèrent de nouveau vers la Roumanie en février 1887. Une proposition d’union fut soumise au consul roumain à Roussé. Le 27 février, Stambolov se rendit à l’ambassade de Roumanie à Sofia et exprima son souhait de voir Carol Ier accéder au trône de Bulgarie. Toutefois, aucune requête officielle ne fut adressée, Stambolov estimant que le roi de Roumanie refuserait pour ne pas heurter la Triplice — l’alliance secrète entre l’Allemagne, l’Autriche-Hongrie et l’Italie formée en 1882 et à laquelle la Roumanie avait adhéré en 1883. L’influence russe dans les Balkans continua à décliner, notamment après la publication par l’activiste roumain Zamfir Arbore de documents révélant des activités d’espionnage russe en Roumanie, ce qui provoqua l’indignation des autres grandes puissances.
En juin 1887, la Russie, voyant dans la possible accession de Carol Ier au trône bulgare une violation du traité de Berlin, menaça le 10 juin de rompre ses relations diplomatiques avec la Roumanie. Carol Ier contacta alors des représentants allemands et austro-hongrois, qui l’informèrent que la Russie pourrait envahir la Bulgarie et la Roumanie s’il acceptait la couronne bulgare. Bien que favorable à l’union avec la Bulgarie, il notifia à la Russie, le 15 juin, qu’il n’accepterait pas un tel projet sans son accord, mettant ainsi un terme définitif à l’initiative d’union,.
Finalement, le 25 juin 1887, Ferdinand de Saxe-Cobourg et Gotha, issu d’une dynastie germanophone liée à la plupart des maisons royales européennes, fut élu prince de Bulgarie sous le nom de Ferdinand Ier. En Roumanie, la question resta d’actualité : le 16 juillet, dans son 12e numéro, le journal Sentinela publia un article intitulé Unirea Bulgariei cu România în persoana Regelui Carol I (« L’union de la Bulgarie avec la Roumanie en la personne du roi Carol Ier »), relatant l’idée bulgare d’un État dual.

### Période communiste
La dernière fois qu'une union impliquant la Bulgarie et la Roumanie fut sérieusement envisagée remonte au début de la période communiste de leur histoire. La Bulgarie fut officiellement un État socialiste de 1946 à 1990,, tandis que la Roumanie le fut de 1947 à 1989. Dès leur apparition à la fin du XIXe siècle, les socialistes balkaniques s'intéressèrent à la notion de fédération balkanique. Parmi les figures notables ayant soutenu cette idée figurent plusieurs leaders socialistes bulgares (Dimitar Blagoev, Christian Rakovski, Yanko Sakazov) et roumains (Constantin Dobrogeanu-Gherea). Les socialistes considéraient l’unification comme une solution à l’impérialisme et au nationalisme dans les pays balkaniques, ainsi qu’un moyen de favoriser une transition du capitalisme vers le socialisme.
En dehors du cadre socialiste, l’idée fédérale resta soutenue quelques décennies, mais perdit en popularité en raison des guerres balkaniques et de la Première Guerre mondiale, qui divisèrent la région entre pays « vainqueurs » et « vaincus ». La Bulgarie et la Roumanie s’affrontèrent durant la brève Deuxième Guerre balkanique en 1913, à l’issue de laquelle la Roumanie annexa le sud de la Dobroudja, et à nouveau entre 1916 et 1918 pendant la Première Guerre mondiale, bien que sans changement territorial ultérieur.,
Ces conflits rendirent toute proposition d’union pratiquement impossible durant plusieurs années, les socialistes restant les rares à maintenir leur soutien. Néanmoins, les relations dans les Balkans s'améliorèrent après la guerre, notamment grâce au pacte Briand-Kellogg ou à la Grande Dépression. Dans les années 1930, des conférences et la création de l’Entente balkanique en 1934 entre la Roumanie, la Yougoslavie, la Grèce et la Turquie relancèrent les idées fédéralistes. Certains intellectuels et hommes politiques, principalement à gauche, défendirent encore l’idée d’un État balkanique commun. Par exemple, en 1936, l’historien roumain Victor Papacostea proposa une confédération sous direction roumaine nommée « Balkania », destinée à résoudre les conflits régionaux. Mais les seuls progrès réels dans le domaine d’une union eurent lieu sous domination communiste. Ainsi, la Yougoslavie devint une république fédérative socialiste en 1945, et des négociations furent engagées entre elle et la Bulgarie fin 1944 et début 1945 pour établir une fédération sud-slave. L’Albanie et la Roumanie furent parfois considérées comme pouvant être influencées et intégrées à une plus vaste fédération communiste balkanique. Cependant, les négociations échouèrent à cause de différends sur la Macédoine et sur le statut de la Bulgarie vis-à-vis de la Yougoslavie. De nouvelles négociations reprirent en 1947 et début 1948, envisageant une fédération balkanique ou balkanico-danubienne incluant potentiellement la Roumanie.
Les gouvernements pro-soviétiques et communistes nouvellement instaurés en Bulgarie et en Roumanie à la fin de la Seconde Guerre mondiale améliorèrent quelque peu leurs relations jusque-là tendues. En 1940, la Bulgarie avait récupéré le sud de la Dobroudja par le traité de Craiova, sous la pression de l'Allemagne nazie. À la fin du conflit mondial, les deux pays se retrouvèrent isolés diplomatiquement, sous l’occupation soviétique et dépendants de Moscou. L’URSS considérait la Roumanie comme étant dans une situation « inférieure », en raison notamment de leurs mauvaises relations pendant l’entre-deux-guerres et de la participation active de la Roumanie à l’invasion de l’URSS par l’Allemagne nazie entre 1941 et 1944., Par comparaison, la Bulgarie limita ses opérations militaires aux territoires balkaniques occupés par l’Axe, sans engager ses troupes sur le front de l’Est. L’URSS jugea donc les priorités bulgares plus compatibles avec ses objectifs régionaux, conférant à la Bulgarie un rôle « protagoniste » dans les Balkans.
Malgré des divergences nationales et politiques, le sujet de la fédération resta présent entre la Bulgarie et la Roumanie. En novembre 1946, dans une interview accordée au journaliste roumain Gheorghe Zaharia, le Premier ministre bulgare Georgi Dimitrov, qui dirigeait désormais une république populaire instaurée après un référendum falsifié, affirma que la Roumanie pourrait rejoindre une future fédération balkanique. Cette déclaration provoqua la révocation de l’autorisation initiale de publication de l’interview dans le journal Scînteia, à la suite de l’ire de Gheorghe Gheorghiu-Dej, chef du Parti communiste roumain. Cette réaction aurait été motivée par la volonté de ne pas froisser l’Union soviétique.